# 卡納克 (伊利諾伊州)
卡納克（英語：Karnak）是位於美國伊利諾伊州普瓦斯基縣的一個村落。

## 地理
卡納克的座標為37°17′32″N 89°58′30″W / 37.29222°N 89.97500°W，而該地最高點為海拔高度104米（即341英尺）。

## 人口
根據2010年美國人口普查的數據，卡納克的面積為4.69平方千米，當中陸地面積為4.68平方千米，而水域面積為0.01平方千米。當地共有人口489人，而人口密度為每平方千米104人。